# Valentin Forster

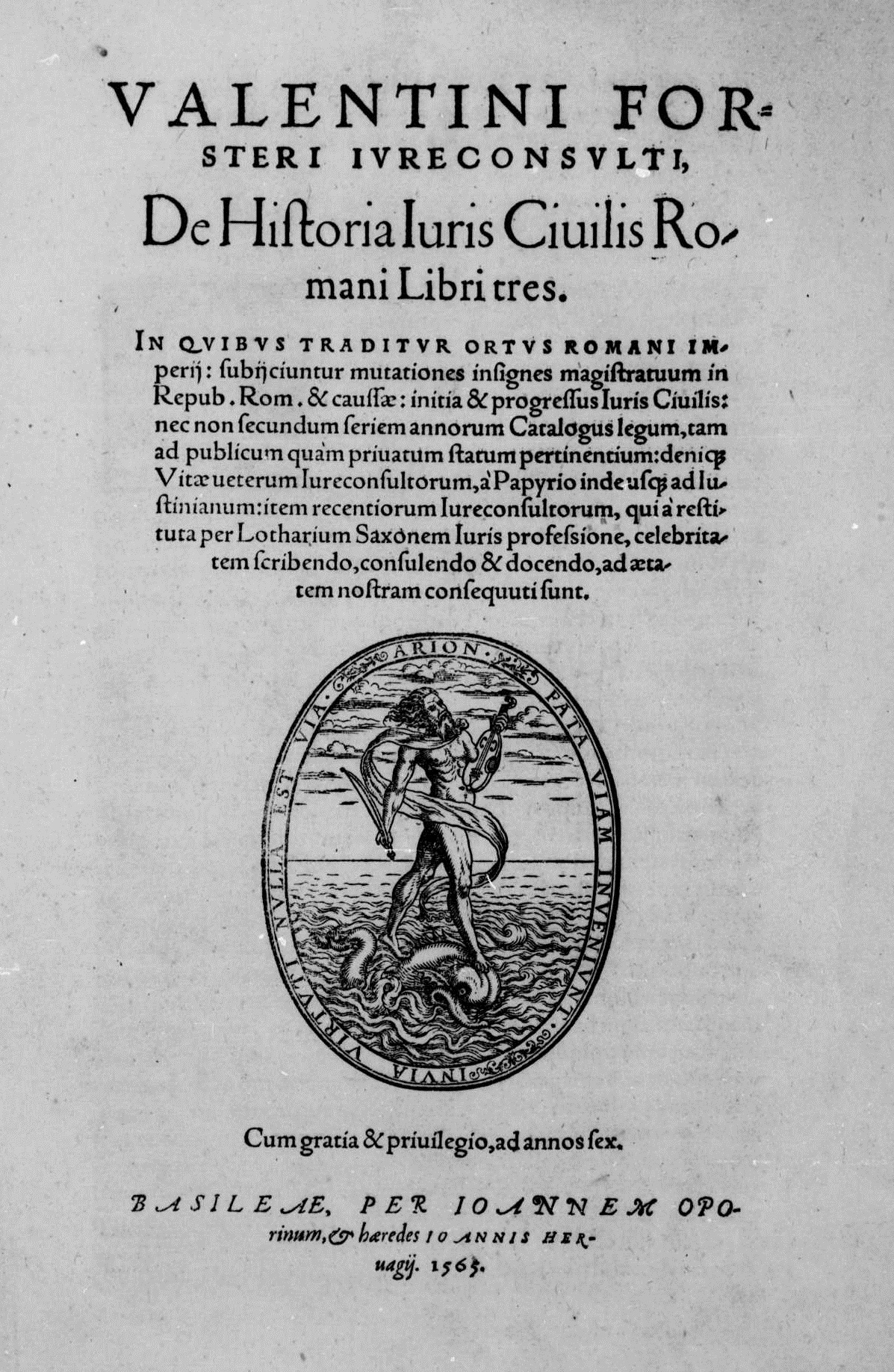
De historia iuris civilis romani, 1565

Valentin Forster (Wittenberg, 20 gennaio 1530 – Helmstedt, 26 ottobre 1608) è stato un giurista tedesco.

## Biografia
Figlio dell'omonimo funzionario fiscale di Wittenberg e giudice presso la corte sassone, († 1558) e di Eva Platner, proveniva da una rispettata casata sassone. La sua famiglia si preoccupò di offrirgli un'ottima formazione: dopo aver studiato all'Università di Wittenberg presso Filippo Melantone, il 14 agosto 1550, nel periodo in cui Paul Eber ne era decano, si laureò presso la facoltà di filosofia. In seguito si trasferì all'Università di Padova, dove intraprese studi di legge. Si trasferì in seguito all'Università di Bourges, dove studiò presso Franciscus Duarenus e Hugo Donellus. Nel 1556 a Poitiers ebbe dei problemi per via delle sue idee protestanti. 
Per ragioni sconosciute, nel 1557 entrò nelle forze militari spagnole. In seguito si trasferì in Italia, insegnò matematica a Padova, diventò tutore di un nobile, che gli commissionò la traduzione in spagnolo dei regolamenti per l'estrazione mineraria in Boemia da applicare alle miniere d'oro delle Indie Occidentali. A causa di una controversia con un monaco italiano, rischiò di cadere nelle mani dell'Inquisizione. Fuggì di nuovo a Bourges e nel 1559 ottenne un dottorato in legge studiando presso Hugo Donellus. 
Rientrato in Germania, tenne corsi a Wittenberg e all'Università di Ingolstadt e scrisse la sua "Historia juris" nel 1565. Il duca Erich il giovane di Braunschweig lo nominò presidente del tribunale di Münden, nel 1569 divenne professore, successore di John Oldendorps all'Università di Marburg e in seguito di Donellus all'università di Heidelberg. 
Nel 1583, quando il Palatinato accolse la confessione calvinista, lasciò questo ruolo. Si trasferì a Worms come consulente legale, nel 1595 ottenne una cattedra all'Università di Helmstedt . Durante la sua carriera di professore, tenne anche il Rettorato a Marburgo nel 1571 e nel 1580, a Heidelberg nel 1581, e nel 1599 fu prorettore a Helmstedt.

## Opere
- (LA) De historia iuris civilis romani, Basilea, Johann Oporinus & Johann Herwagen, Erben, 1565.
- (LA)  De successionibus quae ab intestato deferuntur, Libri quinque, Johannes Oporin, Basilea 1566.
- (LA)  De Haereditatibus quae di Intestato Deferuntur, Libri Novem, Johann Gymnich, Colonia 1594. 
  - (LA) De haereditatibus quae ab intestato deferuntur, Magonza, Balthasar Lipp, 1607.
- (LA)  De giurisdictione romana libri duo, Melchior Behem, Helmstedt 1610.